# NGC 7011
NGC 7011 في الفهرس العام الجديد، هي عنقود مفتوح، تقع في كوكبة الدجاجة (كوكبة). اكتشفت في 19 سبتمبر 1829 بواسطة جون هيرشل.

## روابط خارجية
- NGC 7011 على موقع ويكي سكاي: DSS2, SDSS, GALEX, IRAS, Hydrogen α, X-Ray, Astrophoto, Sky Map, Articles and images